# Capitular de Quierzy
La capitular de Quierzy va ser promulgada el 14 de juny de 877 a la localitat de Quierzy-sur-Oise. El Papa Joan VIII, amenaçat pels musulmans, feu una crida a l'emperador franc Carles el Calb per tal d'emprendre una expedició de socors vers Itàlia. Abans d'iniciar l'expedició, Carles el Calb reuní una assemblea a Quierzy-sur-Oise per controlar la bona marxa del seu imperi durant la seva absència. En aquesta mateixa assemblea promulgà una capitular, dos capítols de la qual tenien només un abast puntual i determinat pel context de la seva expedició sobre Itàlia. Però aquest abast temporal i contextual esdevingué definitori i han estat considerats com els dos articles que fundaren el feudalisme, perquè instauraven legalment l'heretabilitat dels honors, quelcom que fins aleshores era una Potestas (poder) reservada a la corona imperial.
Malgrat aquesta capitular però, aquests capítols mai no van ser evocats a l'edat mitjana per justificar l'heretabilitat dels feus: ja que es donava per fet que les virtuts guerreres eren transmeses per sang. Segons alguns autors, el sistema feudal es va desenvolupar més probablement per efecte d'un edicte de Clotari II, que reservava el títol de comte als homes sortits del comtat i que posseïssin béns. Aquest edicte, que permetia al rei apoderar-se d'aquells béns si la gestió del comte era indelicada, va permetre a aquests augmentar el seu poder al recolzar-se en la seva xarxa clientelar.

## Contingut
Es tracta dels articles que regulen la qüestió dels honors, laics i eclesiàstics, que serien ocupats durant aquell període expedicionari:
- Si l'emperador mor durant l'expedició - Carles el Calb acabava de patir una pleuritis - i un gran es retira a un monestir per pregar per les seves salut, el seu fill o un parent heretarà els seus beneficis.
- Els bisbats que quedin vacants seran sotmesos a un consell de gestió a l'espera de la decisió de l'emperador;
- Si un comte mor, el seu fill primogènit administrarà el comtat assistit pel bisbe i els principals oficials del comtat
- Si un vassall mor, la seva vídua i els seus fills disposaran provisionalment dels seus beneficis

Després de promulgar aquesta capitular Carles el Calb inicià el seu viatge, però quan es trobava a mitja expedició va ser informat de la revolta de diversos magnats, emprenent immediatament el viatge de retorn; Carles el Calb va morir el 6 d'octubre d'aquell any.